# Kecamatan Suro Makmur
Kecamatan Suro Makmur är ett distrikt i Indonesien. Det ligger i provinsen Aceh, i den västra delen av landet, 1 400 km nordväst om huvudstaden Jakarta.